# 印度公务员考试
公务员考试（英語：Civil Services Examination， CSE）是印度的公務員考試，由联邦公共服务委员会負責举办。如果想要成為印度公务员（例如進入印度行政部门、印度外事服務部和印度警察部门工作），必須參加印度公務員考試。  考試分為三个阶段：初试、主试和面試。 整個階段共耗時32小时，從參加考試到最終錄取耗時约一年。